# У7 (Берлин)
У7 је линија Берлинског У-воза.
- Општина Шпандау (Rathaus Spandau) (С5) (С75) (DB-НВ)
- Шпандау (Spandau)
- Цитадела (Zitadelle)
- Хазелорст (Haselhorst)
- Паулштернштрасе
- Рордам (Rohrdamm)
- Сименсдам (Siemensdamm)
- Халемвег (Halemweg)
- Трг Јакоба Кајзера (Jakob-Kaiser-Platz)
- Јунгфернајде (Jungfernheide) (С4x) (DB-НВ)
- Мирендорфплац (Mierendorffplatz)
- Трг Рихарда Вагнера (Richard-Wagner-Platz)
- Бизмаркова улица (У2)
- Вилмездорфска улица (Wilmersdorfer Straße) (С7) (С75) (С9) (DB-НВ)
- Конрад Аденауеров трг (Adenauerplatz)
- Констанцска улица (Konstanzer Straße)
- Фербелинер Плац (Fehrbelliner Platz) (У3)
- Блисештрасе (Blissestraße)
- Берлинска улица (Berliner Straße) (У9)
- Баварски трг (У4)
- Ајзенахер Штрасе (Eisenacher Straße)
- Клајспарк (Klajspark)
- Јоркштрасе (Yorckstraße) (С1) (С2) (С26)
- Мукернбрике (Möckernbrücke) (У1)
- Мерингдам (У6)
- Гнајзенауштрасе
- Сидштерн (Südstern)
- Херманплац (У8)
- Општина Нојкелн (Rathaus Neukölln)
- Улица Карла Макса (Karl-Marx-Straße)
- Нојкелн (Neukölln) (С4x)
- Грензале (Grenzallee)
- Блашкоале (Blaschkoallee)
- Пархи, ер Але (Parchimer Allee)
- Бриз-југ (Britz-Süd)
- Јоханизталер Чаузе (Johannisthaler Chaussee)
- Липшицале (Lipschitzallee)
- Вуцкиале (Wutzkyallee)
- Звикауер Дам (Zwickauer Damm)
- Рудов (Rudow)